# Adetus longicauda
Adetus longicauda là một loài bọ cánh cứng trong họ Cerambycidae.